# Kazimierz Łastawiecki
Kazimierz Łastawiecki, właśc. Kazimierz Zieliński, (ur. 11 lutego 1934 w Marianowie Brodowskim, zm. 27 listopada 1983 w Gdańsku) – aktor, reżyser teatralny, felietonista.

## Życiorys
Ukończył Liceum Ogólnokształcące w Środzie Wielkopolskiej i Państwową Wyższą Szkołę Teatralną w Krakowie (w 1956). Był asystentem Mieczysława Kotlarczyka, po czym w latach 1957–1960 występował w Teatrze Polskim i Teatrze Nowym w Poznaniu, a także miejscowym Teatrze Satyry. Od 1960 do 1965 był aktorem Teatru Wybrzeże. W 1962 zadebiutował jako reżyser Kwiatami polskimi Juliana Tuwima w adaptacji Róży Ostrowskiej na Scenie Kameralnej Teatru Wybrzeże w Sopocie. W 1967 roku zdał eksternistycznie egzamin reżyserski. W latach 1969–1970 pracował jako reżyser w Teatrze Polskim w Bydgoszczy. Od 1972 do 1979 był związany z Teatrem Ziemi Gdańskiej, także po przemianowaniu na Teatr Dramatyczny w Gdyni jako aktor, reżyser, dyrektor i kierownik artystyczny. W latach 1965–1971 był kierownikiem artystyczny i reżyserem gdańskiego ośrodka telewizji. W 1983 został kierownikiem literackim Teatru Muzycznego w Gdyni, gdzie wcześniej reżyserował gościnnie, podobnie jak m.in. w Państwowej Operze i Filharmonii Bałtyckiej.
Założył Teatr Uwaga 61 w Klubie Studentów Wybrzeża "Żak" oraz działający w latach 1963–1974 w ramach Sekcji Przyjaciół Teatru Gdańskiego Towarzystwa Przyjaciół Sztuki Teatr Przy Stoliku. Pisał scenariusze widowisk i monodramów dla Bałtyckiej Agencji Artystycznej. Od 1963 pisał felietony i teksty o teatrze dla Dziennika Bałtyckiego. Publikował także w gdańskim miesięczniku Litery (czasopismo)|Litery. W latach 1966–1978 wyreżyserował siedemnaście spektakli Teatru Telewizji, w tym Most Jerzego Szaniawskiego w 1972 i Plączą się czasy, miejsca, nagrody, klęski Marii Kuncewiczowej w 1973 do własnych scenariuszy (w tym drugim przypadku – z Haliną Słojewską).
W 1976 został nagrodzony Nagrodą Widzów im. Tespisa w IV Plebiscycie Widzów Teatru Dramatycznego w Gdyni za reżyserię spektaklu Pieśń ujdzie cało. Otrzymał nagrodę teatralną wojewody gdańskiego w 1980 za rolę tytułową w Wielkim Fryderyku Adolfa Nowaczyńskiego w Teatrze Dramatycznym. Wyreżyserował na tej scenie także m.in. Don Carlosa Friedricha Schillera, Króla Edypa Sofoklesa oraz Adwokata i róże Jerzego Szaniawskiego.

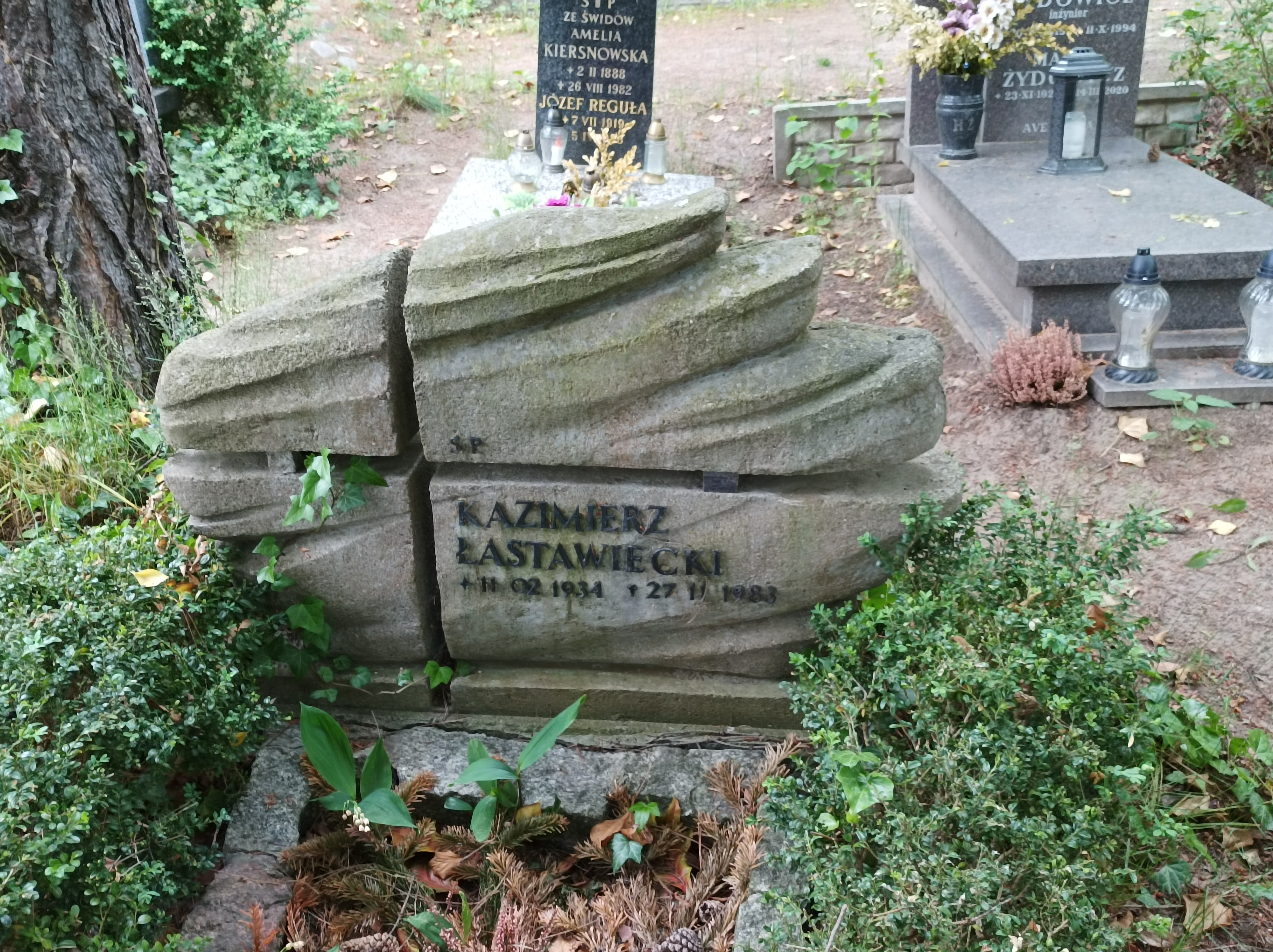
Grób Kazimierza Łastawieckiego na Cmentarzu Srebrzysko

Został pochowany na Cmentarzu Srebrzysko w Gdańsku-Wrzeszczu (rejon I, polana I-4-4).

## Filmografia
- 1976: Dyrektorzy (odc. 6 Ryzykant)
- 1977: Struny
- 1981: Okolice spokojnego morza jako lekarz psychiatra